# STEVIN (computer)
STEVIN was een door Philips gebouwde computer. De afkorting STEVIN staat voor Snel Tel En Vermenigvuldig INstrument. 
De STEVIN werd tegelijk gebouwd met PASCAL (Philips Akelig Snelle CALculator). Hij werd gebouwd door het Natuurkundig Laboratorium van Philips, dat hem ook in gebruik nam. STEVIN was verantwoordelijk voor de administratieve taken, terwijl PASCAL het wetenschappelijke rekenwerk deed.
STEVIN en PASCAL behoorden in hun tijd tot de snelste computers ter wereld.
STEVIN werd van 1960 tot en met 1972 gebruikt bij het NatLab.
Zoals de STEVIN een kopie is van de PASCAL, is ook de P3 een kopie van de PASCAL. De P3 werd gebruikt in het researchlaboratorium van Manufacture Belge de Lampes Electriques in Brussel.